# Pergagrella
Pergagrella is een geslacht van hooiwagens uit de familie Sclerosomatidae.
De wetenschappelijke naam Pergagrella is voor het eerst geldig gepubliceerd door Roewer in 1954. 

## Soorten
Pergagrella is monotypisch en omvat slechts de volgende soort:
- Pergagrella monticola